# Eufrozina
Az Eufrozina női név, a görög mitológiában a három Grácia (magyarul: Kháriszok) egyikének a neve. Euphroszüné, jelentése: öröm, vidámság.

## Rokon nevek
Fruzsina

## Gyakorisága
Az 1990-es években szórványos név, a 2000-es években nem szerepel a 100 leggyakoribb női név között.

## Névnapok
- január 1.[2]
- szeptember 25.[2]

## Híres Eufrozinák
- Eufrozina magyar királyné, kijevi hercegnő, II. Géza felesége